# Tribunal de la fonction publique de l'Union européenne
Le Tribunal de la fonction publique de l’Union européenne (TFP), institué le 2 novembre 2004, est une ancienne cour de justice, l'une des trois juridictions qui composent, avec la Cour de justice, entendue comme juridiction, et le Tribunal (ex-Tribunal de première instance des Communautés européennes), la Cour de justice de l'Union européenne, entendue comme institution.
Le tribunal doit son existence au traité de Nice, signé en 2001, dont l'article 225 A prévoit la création de chambres juridictionnelles afin de désengorger le Tribunal de première instance et la Cour de justice. Le Conseil de l'Union européenne a ensuite adopté le 2 novembre 2004 une décision établissant le tribunal de la fonction publique.
Ce nouveau tribunal spécialisé a pour mission de traiter du contentieux pouvant opposer les institutions communautaires et leurs agents, ce contentieux qui relevait jusqu'alors du Tribunal de première instance est assez volumineux (151 affaires introduites sur 469 en 2005, pour une fonction publique européenne comprenant environ 35 000 agents), le TFP a rendu son premier arrêt le 26 avril 2006. Il n'est en revanche pas compétent pour statuer sur les litiges pouvant survenir entre un État membre et un de ses agents publics.
Le Tribunal de la fonction publique de l'Union européenne a été dissous le 1er septembre 2016.

## Composition

### Juges
Le tribunal est composé de sept juges nommés par le Conseil de l'Union européenne pour une période de six ans renouvelable, après appel à candidatures et avis d’un comité composé de sept personnalités parmi d’anciens membres de la Cour de justice et du Tribunal de première instance et de juristes possédant des compétences notoires. Le Conseil veille à une composition équilibrée du Tribunal sur une base géographique aussi large que possible, et en ce qui concerne les systèmes juridiques nationaux représentés. Ce sont les juges qui désignent le président pour une durée de trois ans renouvelable.
Le tribunal siège en principe en chambre de trois juges, mais peut siéger en assemblée plénière lorsque l'affaire est complexe ou importante, en chambre de cinq juges ou à juge unique.
L'une des particularités de la procédure est que pendant toute sa durée, le tribunal peut tenter de rechercher un règlement à l'amiable du litige.
Les décisions de ce Tribunal sont susceptibles d'un pourvoi (limité aux questions de droit) devant le Tribunal de première instance ; les décisions de ce dernier peuvent elles-mêmes être réexaminées de façon exceptionnelle par la Cour de Justice ou faire l'objet d'un renvoi. Pour l'essentiel, la procédure applicable aux pourvois du TPI devant la CJCE est transposée.
Les derniers juges nommés étaient :
| Mandat    | État     | Juge                 |
| --------- | -------- | -------------------- |
| 2011-2016 | Belgique | Sean Van Raepenbusch |
| 2011-2016 | Italie   | Ezio Perillo         |
| 2011-2016 | Pays-Bas | René Barents         |
| 2011-2016 | Irlande  | Kieran Bradley       |
| 2013-2016 | Danemark | Jesper Svenningsen   |
| 2016-2016 | Portugal | João Sant'Anna       |
| 2016-2016 | Bulgarie | Alexander Kornezov   |

| # | Mandat    | Président            | État        |
| - | --------- | -------------------- | ----------- |
| 1 | 2005–2011 | Paul J. Mahoney      | Royaume-Uni |
| 2 | 2011–2016 | Sean Van Raepenbusch | Belgique    |

### Greffier
- Greffière : Waltraud Hakenberg